# MocaccinoOS
MocaccinoOS es una distribución Linux mínima. Utiliza Luet como Gestor de paquetes, que es estático y basado en contenedores para crear paquetes.

## Historía
Sabayon Linux (anteriormente conocida como RR4 Linux / RR64 Linux (versión 32 bits/versión 64 bits) era una distribución Linux basada en Gentoo.
En noviembre de 2020, se anunció que las futuras versiones de Sabayon Linux se basarían en Funtoo en lugar de Gentoo Linux. Por lo tanto, MocaccinoOS es el cambio de nombre actual tras la discontinuada distribución Sabayon Linux.
En al distribución V1.0 Lisa, se menciona que está basada en Gentoo Linux

## Características
- Centrado en el minimalismo, el tamaño reducido y la facilidad de uso.
- Núcleo Linux upstream nativo vainilla, incluido LTS.
- Enfoque único para la gestión de paquetes: la resolución de SAT también se aplica en paquetes integrados en contenedores (Docker, Kubernetes, etc.).
- Metadistribución: se puede usar fácilmente para iniciar otros sistemas operativos o derivados.
- Iteración local: con el ecosistema de contenedores, es fácil iterar el desarrollo localmente.
- Computación en la nube primero: compatibilidad con la tecnología de nube más importante del panorama.
- Diferentes variantes: Del servidor al escritorio, de systemd a runit.

## MocaccinoOS Desktop
MocaccinoOS Desktop es la variante de MocaccinoOS basada en Portage.
Mocaccino Desktop es una distribución basada en Gentoo Linux (derivada de Sabayon Linux) orientada a sistemas de escritorio

## MocaccinoOS Micro
Mocaccino Micro es distribución Linux From Scratch basada en musl, usando sólo Luet. con un conjunto mínimo de paquetes para iniciar y construir un sistema operativo completo. Orientación a contenedores y servidores en la nube. No completamente estático